# Регілліо Сімонс
Регілліо Сімонс (нід. Regillio Simons, нар. 28 червня 1973, Амстердам) — нідерландський футболіст, що грав на позиції нападника. По завершенні ігрової кар'єри — тренер.
Виступав, зокрема, за клуби «Фортуна» (Сіттард), «НАК Бреда» та «Віллем II».

## Ігрова кар'єра
Народився 28 червня 1973 року в місті Амстердам.
У дорослому футболі дебютував 1993 року виступами за команду «Телстар», у якій провів два сезони. 
Своєю грою за цю команду привернув увагу представників тренерського штабу клубу «Фортуна» (Сіттард), до складу якого приєднався 1995 року. Відіграв за команду з Сіттарда наступні чотири сезони своєї ігрової кар'єри. Більшість часу, проведеного у складі «Фортуни», був основним гравцем атакувальної ланки команди.
У 1999 році уклав контракт з клубом «НАК Бреда», у складі якого провів наступні два роки своєї кар'єри гравця. 
Протягом 2002 року знову захищав кольори клубу «Фортуна» (Сіттард).
З 2002 року один сезон захищав кольори клубу «Віллем II». Граючи у складі «Віллема II» також здебільшого виходив на поле в основному складі команди.
Згодом з 2003 по 2005 рік грав у складі команд «Кіото Санга», «АДО Ден Гаг» та «Осс».
Завершив ігрову кар'єру у команді «Туркіємспор», за яку виступав протягом 2005—2007 років.

## Кар'єра тренера
Розпочав тренерську кар'єру, ще продовжуючи грати на полі, 2005 року, увійшовши до тренерського штабу клубу «Туркіємспор».
Протягом тренерської кар'єри також очолював команду «Хіллегом», а також входив до тренерських штабів клубів «ЙОС», «Хаузен» та «Аякс».
Наразі останнім місцем тренерської роботи був клуб «Аякс», у якому Регілліо Сімонс працював з молодіжною командою з 2013 по 2017 рік.